# スーパーチャイニーズファイター
『スーパーチャイニーズファイター』は1995年1月3日にカルチャーブレーンより発売されたスーパーファミコン用ゲームソフト。『スーパーチャイニーズ』シリーズの対戦型格闘アクションゲームである。
『スーパーチャイニーズワールド2』の対戦モードをバージョンアップさせた内容になり、RPGの要素は無い普通の対戦型格闘アクションになった。

## 登場キャラクター

### 通常キャラクター
ジャック
衣装が袖なしの拳法着になった。
リュウ
衣装の変化はジャックと同様だが、性能はジャックと違う。
シュババーン

カマンチャイ

アストロジョー

ゴーファイヤー

ロボの花

ドンチューカ

ポイ道士

リンリン
本作初登場。ポイ道士の孫娘で、お札を使った攻撃や拳法が得意。
ボクチン

キョンキョンシー

チャバネー

笹影弦次郎

### ボスキャラクター
条件を満たせば一部のモードで使用可能になる。
- ニャンニャン
- ギンガラマオー